# Mijaíl Revin
Mijaíl Revin (Vorónezh, 18 de septiembre de 1984) es un jugador de balonmano ruso que juega de lateral izquierdo en el Club Balonmano Base Oviedo de la Primera División Nacional. Fue internacional con la Selección de balonmano de Rusia.

Con la selección rusa disputó el Campeonato Mundial de Balonmano Masculino de 2009.

## Palmarés

### Meshkov Brest
- Copa de Bielorrusia de balonmano (1): 2011

### Motor Zaporozhye
- Liga de Ucrania de balonmano (1): 2013

## Clubes
- Voronezh RPO HC ( -2009)
- Meshkov Brest (2009-2012)
- Motor Zaporozhye (2012-2013)
- Dijon Bourgogne HB (2013-2014)
- Bidasoa Irún (2014-2015)
- Club Balonmano Villa de Aranda (2015-2016)[2]
- Ángel Ximénez (2016-2018)[3]
- Club Balonmano Benidorm (2018-2019)
- Club Balonmano Base Oviedo (2019- )